# Distretto di contea di Torfaen
Il distretto di contea di Torfaen (in inglese Torfaen County Borough, in gallese Bwrdeistref Sirol Torfaen) è un distretto di contea del Galles meridionale.

## Geografia fisica
Il distretto confina a nord e a est con la contea di Monmouthshire, a sud con la città di Newport e a ovest con il distretto di contea di Caerphilly e di quello di Blaenau Gwent.
Il territorio è prevalentemente collinare con un'area pianeggiante nel sud-est. Il fiume principale è l'Afon Llwyd nella cui valle è posta Pontypool, il capoluogo del distretto. Nella stessa valle sono ubicate la new town di Cwmbran e Abersychan. Nei pressi delle sorgenti dell'Afon Llwyn è posta la cittadina di Blaenavon, dichiarata Patrimonio dell'Umanità per il suo ricco patrimonio di archeologia industriale.
Il distretto comprende la località di Llanfrechfa, sobborgo di Cwmbran, che ha dato i natali al cantante Mal dei Primitives.

## Storia
Il distretto è nato nel 1974 e fino al 1996 ha fatto parte della contea di Gwent.
Dal primo aprile del 1996 è una unitary authority nata in attuazione del Local Government (Wales) Act del 1994.